# دومينيكو بوليغو
دومينيكو بوليغو (بالإيطالية: Domenico Puligo)‏ (1492-1527) رسام إيطالي من عصر النهضة كان نشاطه في فلورنسا. اسمه الحقيقي دومينيكو دي بارتولوميو أبالديني (بالإيطالية: Domenico di Bartolommeo Ubaldini)‏.
قام ريدولفو غرلاندايو بتدريبه، ولكنه اكتسب أسلوبه الدائم من معاصره أندريا ديل سارتو. رسم ألتربيس رؤيا القديس برنار، والذي يعرض الآن بمعرض والترز في بالتيمور. طُلب منه أيضًا رسم بورتريهات. اختير لكتابة سيرته في مؤلَف جورجو فازاري (VITE) الذي يسرد السير الذاتية للفنانين. برع كرسام بورتريه. أصبح صديقًا لأندريا ديل سارتو وعمل مع ريدولفو غرلاندايو. كان شقيقه جاكون بوليجو أيضا رسامًا في عصر النهضة.